# Liste der costa-ricanischen Botschafter in Japan
Die costa-ricanische Botschaft befindet sich in Zimmer 901 des Kowa Building No. 38 in Tokio.
| Agrément / Ernennung / Akkreditierung | Botschafter                      | Bemerkungen                                                                                         | ernannt von                       | akkreditiert bei   | Posten verlassen |
| ------------------------------------- | -------------------------------- | --------------------------------------------------------------------------------------------------- | --------------------------------- | ------------------ | ---------------- |
| 1966                                  | Federico Volio González          | | José Joaquín Trejos Fernández     | Satō Eisaku        | 1970             |
| 1970                                  | James W. Furniss Segreda         | | José Figueres Ferrer              | Satō Eisaku        | 1972             |
| 1975                                  | Germán Gago Pérez                | | Daniel Oduber Quirós              | Miki Takeo         | 1978             |
| 1978                                  | Jaime Botey Brenes               | | Rodrigo Carazo Odio               | Ōhira Masayoshi    | 1981             |
| 1982                                  | Gastón Kogan                     | | Luis Alberto Monge Álvarez        | Nakasone Yasuhiro  | 1986             |
| 1989                                  | Alfredo Ortuño Victory           | | Óscar Arias Sánchez               | Kaifu Toshiki      | 1990             |
| 1990                                  | Antonio Robles Oremuno           | | Rafael Ángel Calderón Fournier    | Kaifu Toshiki      | 1992             |
| 1992                                  | Pedro Goenaga Hernández          | | Rafael Ángel Calderón Fournier    | Miyazawa Kiichi    | 1994             |
| 1994                                  | Cristina Rojas Rodríguez         | | José María Figueres Olsen         | Murayama Tomiichi  | 1995             |
| 6. Sep. 1999                          | Ricardo Alberto Sequeira Ramírez | | Miguel Angel Rodríguez Echeverría | Obuchi Keizō       | 2002             |
| 2003                                  | Ana Lucia Nassar Soto            | Geschäftsträgerin                                                                                   | Abel Pacheco                      | Koizumi Jun’ichirō | 2004             |
| 2007                                  | Jorge Enrique Valerio Hernandez  | [ 1 ]                                                                                               | Óscar Arias Sánchez               | Fukuda Yasuo       | 2010             |
| 2010                                  | Mario Fernández Silva            | Außerordentlicher Botschafter und Gesandter Costa Ricas bei der Regierung der Russischen Föderation | Laura Chinchilla Miranda          | Kan Naoto          | Juni 2011        |
| Juni 2011                             | María Lilliam Rodríguez Jiménez  | Geschäftsträgerin                                                                                   | Laura Chinchilla Miranda          | Noda Yoshihiko     |                  |